# Operativne cone NOV in POS
Operativne cone so bile oblika vojaško-teritorialne organizacije, katere je 26. decembra 1942 ustanovilo Glavno poveljstvo Narodnoosvobodilne vojske in partizanskih odredov Slovenije; izvedena je bila velika reorganizacija partizanske vojske, pri čemer so bila ustanovljene štiri operativne cone in imenovani nove štabe. Štabi operativnih con so že predstavljali zametek bodočih štabov slovenskih partizanskih divizij, čeprv to v času nastanka operativnih con dejansko še niso bili. Novo nastale cone so se imenovale: 
- Prva operativna cona, tudi Dolenjska operativna cona
- Druga operativna cona, tudi Notranjska operativna cona; kasneje tudi Gorenjska operativna cona
- Tretja operativna cona, tudi Alpska operativna cona  in
- Četrta operativna cona, tudi Štajerska operativna cona

Operativnim conam so bile dodeljene naslednje enote:
- Dolenjska operativna cona
  - Gubčeva brigada
  - Cankarjeva brigada
  - Vzhodnodolenjski odred  in
  - Zapadnodolenjski odred
- Notranjska operativna cona
  - Tomšičeva brigada
  - Šercerjeva brigada
  - Notranjski odred
- Alpska operativna cona
  - Soški odred
  - Gorenjski odred in
  - Dolomitski odred
- Štajerska operativna cona
  - Kamniški bataljon
  - Moravški bataljon
  - Kozjanski bataljon
  - Savinjski bataljon in
  - Pohorski bataljon.